# العلاقات الأوزبكستانية البيروية
العلاقات الأوزبكستانية البيروفية هي العلاقات الثنائية التي تجمع بين أوزبكستان وبيرو.

## مقارنة بين البلدين
هذه مقارنة عامة ومرجعية للدولتين:
| وجه المقارنة                                              | أوزبكستان       | بيرو                                   |
| --------------------------------------------------------- | --------------- | -------------------------------------- |
| المساحة (كم2)                                             | 448.98 ألف      | 1.29 مليون                             |
| عدد السكان (نسمة)                                         | 32.39 مليون     | 32.16 مليون                            |
| الكثافة السكانية (ن./كم²)                                 | 72.14           | 24.93                                  |
| العاصمة                                                   | طشقند           | ليما                                   |
| اللغة الرسمية                                             | اللغة الأوزبكية | اللغة الإسبانية، اللغة الأيمرية، كتشوا |
| العملة                                                    | سوم أوزبكستاني  | سول بيروفي جديد                        |
| الناتج المحلي الإجمالي (بليون دولار)                      | 48.72 مليار     | 211.39 مليار                           |
| الناتج المحلي الإجمالي (تعادل القوة الشرائية) بليون دولار | 190.50 مليار    | 393.13 مليار                           |
| الناتج المحلي الإجمالي الاسمي للفرد دولار أمريكي          | 2.13 ألف        | 6.03 ألف                               |
| الناتج المحلي الإجمالي للفرد دولار أمريكي                 | 5.57 ألف        | 11.99 ألف                              |
| مؤشر التنمية البشرية                                      | 0.675           | 0.740                                  |
| رمز المكالمات الدولي                                      | +998            | +51                                    |
| رمز الإنترنت                                              | .uz             | .pe                                    |
| المنطقة الزمنية                                           | ت ع م+05:00     | توقيت بيرو، 00                         |

## مدن متوأمة
في ما يلي قائمة باتفاقيات التوأمة بين مدن أوزبكستانية وبيروفية:
- ترتبط سمرقند مع كوسكو باتفاقية توأمة منذ 4 أغسطس 1986.

## منظمات دولية مشتركة
يشترك البلدان في عضوية مجموعة من المنظمات الدولية، منها:
| علم المنظمة | اسم المنظمة                               | تاريخ انضمام أوزبكستان | تاريخ انضمام بيرو |
| ----------- | ----------------------------------------- | ---------------------- | ----------------- |
|             | وكالة ضمان الاستثمار متعدد الأطراف        | 4 نوفمبر 1993          | 2 ديسمبر 1991     |
|             | منظمة الشرطة الجنائية الدولية             | ?                      | ?                 |
|             | منظمة حظر الأسلحة الكيميائية              | ?                      | ?                 |
|             | الفريق المعني برصد الأرض                  | ?                      | ?                 |
|             | الأمم المتحدة                             | 2 مارس 1992            | 31 أكتوبر 1945    |
|             | مؤسسة التمويل الدولية                     | 30 سبتمبر 1993         | 20 يوليو 1956     |
|             | يونسكو                                    | 26 أكتوبر 1993         | 21 نوفمبر 1946    |
|             | مؤسسة التنمية الدولية                     | 24 سبتمبر 1992         | 30 أغسطس 1961     |
|             | البنك الدولي للإنشاء والتعمير             | 21 سبتمبر 1992         | 31 ديسمبر 1945    |
|             | المركز الدولي لتسوية المنازعات الاستشارية | 25 أغسطس 1995          | 8 سبتمبر 1993     |
|             | الاتحاد البريدي العالمي                   | ?                      | ?                 |
|             | الاتحاد الدولي للاتصالات                  | 10 يوليو 1992          | 12 يوليو 1915     |

## وصلات خارجية
- موقع وزارة الخارجية الأوزبكستانية
- موقع وزارة الخارجية البيروفية